# Сардобруд
Сардобруд (тадж. Сардобрӯд; до 31 июля 2023 года — Сауксой) — река, протекающая по территории Мургабского района Горно-Бадахшанской автономной области Таджикистана. Одна из двух составляющих Мугоб. Крупнейший приток — Хуросон
Длина — 64 км. Площадь водосбора — 1190 км². Количество рек протяжённостью менее 10 км — 110, их общая длина составляет 205 км. Высота истока — 3950 м.
Берёт начало из группы долинных ледников Бобак, расположенных в районе пика Ленина (ныне пик им. Ибн Сины) на южном склоне хребта Каюмарс.